# Nemeskosút
Nemeskosút (1899-ig Kosút, szlovákul Košúty) község Szlovákiában, a Nagyszombati kerületben, a Galántai járásban. Fekete-tanya tartozik hozzá.

## Fekvése
Galántától 5 km-re délnyugatra fekszik.

## Története
A község területe az őskor óta lakott, az első emberek lakta település az újkőkor idejéből származik. A mai település első írásos említése 1138-ból, II. László király okleveléből származik "Willa Qusout" néven. Egykor nemesi község volt, több nemesi család birtoka. A török többször megtámadta és kirabolta. A hódoltság idején az Érsekújvári vijaletben, a Sellyei náhije Érsekújvári szandzsákjához tartozott. A török uralom után részben az Eszterházy család birtoka volt. Lakói mezőgazdasággal, állattartással foglalkoztak. Ezután aránylag békés életét több járvány és természeti katasztrófa zavarta meg. 1867-ben cukorgyárat alapítottak a község területén, ezt követően határában főként cukorrépát termesztettek. Virágzott a kézművesség is, cipészek, szabók, kovácsok, mészárosok, pékek, kocsmárosok, kőművesek, asztalosok éltek és dolgoztak a településen. A 19. és 20. század fordulóján csendőrőrs kezdte meg itt működését. Iskolájának legkorábbi említése 1867-ből származik.
Vályi András szerint "KOSÚT. Magyar nemes falu Posony Várm. földes Urai több Uraságok, lakosai katolikusok, fekszik Hegynek szomszédságában, mellynek filiája, határja soványas, szántó földgyei két fordúlóra vannak osztva, legelője van elég, vagyonnyai meg lehetősek."
Fényes Elek szerint "Kossuth, Pozson m. magyar f., a Dudvágh mellett, Diószegtől délre 1/2 órányira. Számlál 794 kath., 44 zsidó lak. Ékesítik ezen helyet a kath. paroch. templom, a birtokos uraságok csinos lakhelyei. Róna határja mindent bőven megterem: legelője elég levén, a juhtenyésztés nagy divatjában van. F. u. Fekete Ferencz, Jezerniczky, s m. t. Ut. p. Cseklész."
A trianoni békeszerződésig Pozsony vármegye Galántai járásához tartozott. 1931 májusában a nemeskosúti kommunista tüntetésen résztvevő tömegbe lőttek, melynek során 3 magyar személy vesztette életét.

## Népessége
| Év:            | 1994. | 2004.   | 2014.    | 2024.    |
| -------------- | ----- | ------- | -------- | -------- |
| Emberek száma: | 1397  | 1476    | 1626     | 1940     |
| Eltérés:       |       | +5,65 % | +10,16 % | +19,31 % |

| Év:            | 2023. | 2024.   |
| -------------- | ----- | ------- |
| Emberek száma: | 1917  | 1940    |
| Eltérés:       |       | +1,19 % |

1880-ban 1055 lakosából 649 magyar és 292 szlovák anyanyelvű volt.
1890-ben 1253 lakosából 1022 magyar és 205 szlovák anyanyelvű volt.
1900-ban 1298 lakosából 1143 magyar és 141 szlovák anyanyelvű volt.
1910-ben 1213 lakosából 1160 magyar és 43 szlovák anyanyelvű volt.
1921-ben 1141 lakosából 1088 magyar és 21 csehszlovák volt.
1930-ban 1294 lakosából 1079 magyar és 158 csehszlovák volt.
1941-ben 1346 lakosából 1329 magyar és 5 szlovák volt.
1991-ben 1296 lakosából 896 magyar és 388 szlovák volt.
2001-ben 1447 lakosából 878 magyar és 548 szlovák volt.
2011-ben 1556 lakosából 739 magyar és 712 szlovák volt.
2021-ben 1793 lakosából 671 (+32) magyar, 1045 (+32) szlovák, (+6) cigány, 1 ruszin, 21 (+1) egyéb és 55 ismeretlen nemzetiségű volt.

## Neves személyek
- Itt született 1715-ben Botlik György Elek plébános.[8]
- Itt született 1883-ban Gregorovits Lipót jókai plébános, kanonok, 1925-1929 között csehszlovák parlamenti képviselő.
- Itt született 1942-ben Szabó Zoltán Jedlik Ányos-díjas szabadalmi ügyvivő.
- Itt ásatott Izsóf József (1949-2018) szlovákiai magyar régész, múzeumigazgató.
- Itt szolgált Várady Béla (1884-1953) római katolikus plébános, a két világháború közötti Csehszlovákia közéleti szereplője.

## Nevezetességei
- Szent Flórián tiszteletére szentelt római katolikus temploma 1849 és 1851 között épült neoromán stílusban. Kétszer renoválták, legutóbb 2001-ben a tornyot és a homlokzatot.
- A parkban álló kastélyt 1896-ban Ábrahámffy Gyula építtette neoklasszicista stílusban. 1945-ig volt a család tulajdona.

## Kultúra
- Berkenye Néptáncegyüttes
- Gyöngykaláris női éneklőcsoport